# تدا هلدینگ
تدا هلدینگ (泰达) شرکت دولتی خوشه‌ای چینی است، که در سال ۱۹۸۴ تأسیس شد.